# Mostra de Venise 2023
La Mostra de Venise 2023 — ou la 80e édition de la Mostra de Venise ou encore la 80e édition du Festival international du film de Venise (en italien : 80ª edizione della Mostra internazionale d'arte cinematografica) — est un festival de cinéma international qui s'est tenu à Venise en Italie du 30 août au 9 septembre 2023.

## Déroulement et faits marquants
Le 5 mai 2023, il est annoncé que le réalisateur américain Damien Chazelle sera le président du jury de la compétition officielle. Il succède ainsi à Julianne Moore et a lui-même été à deux reprises en compétition et en ouverture en 2016 pour La La Land et en 2018 pour First Man : Le Premier Homme sur la Lune.
Le 9 mai 2023, il est annoncé que ce sera l'actrice italienne Caterina Murino qui sera la maîtresse des cérémonies d'ouverture et de clôture.
Le Lion d'or pour l'ensemble de la carrière sera décerné à la réalisatrice Liliana Cavani et à l'acteur Tony Leung Chiu-wai.
Le 13 juillet 2023, le jury de la compétition est dévoilé. Il inclut notamment les réalisateurs Jane Campion, Mia Hansen-Løve, Laura Poitras, Martin McDonagh et Santiago Mitre. C'est par ailleurs la troisième venue de Jane Campion au sein d'un jury après avoir été présidente du jury en 1997 et avoir été membre du jury en 2007 sous la présidence de Zhang Yimou.
Le 17 juillet, alors que la sélection officielle doit être dévoilée dans quelques jours, le directeur du festival Alberto Barbera déclare, qu'en raison de l'actuelle grève des acteurs et des scénaristes à Hollywood, il prépare actuellement une « programmation alternative » qui ne serait composée que de films européens, asiatiques ou africains, au cas où la présence de films américains pourrait ne pas être possible.
Le 21 juillet 2023, il est annoncé que le film d'ouverture Challengers de Luca Guadagnino, annoncé 15 jours plus tôt, sera finalement retiré de la sélection en raison de la grève des acteurs et des scénaristes à Hollywood. Ce qui pourrait également compromettre toute venue de films américains cette année en raison de cette grève. Il sera remplacé par le film italien Comandante d'Edoardo De Angelis.
La sélection officielle est annoncée durant une conférence de presse par Alberto Barbera et Roberto Cicutto (directeur de la Biennale) le 25 juillet 2023. Barbera déclara que la grève des scénaristes ne changera pas la programmation initiale, à l'exception de Challengers, mais que la grève des acteurs risque de compromettre la présence de plusieurs stars à Venise.
Wes Anderson recevra le prix Glory to the Filmmaker.
Le festival fait l'objet de critiques et de polémiques à cause de la sélection de films de Roman Polanski, Luc Besson et Woody Allen, trois réalisateurs ayant été accusés d'abus sexuels.
Le 9 septembre 2023, le palmarès est dévoilé : le Lion d'or est décerné à Pauvres Créatures (Poor Things) de Yórgos Lánthimos, le Grand Prix du Jury à Aku wa sonzai shinai (悪は存在しない) de Ryūsuke Hamaguchi et le Lion d'argent du meilleur réalisateur à Matteo Garrone pour Moi, capitaine (Io capitano).

## Jurys

### Jury international

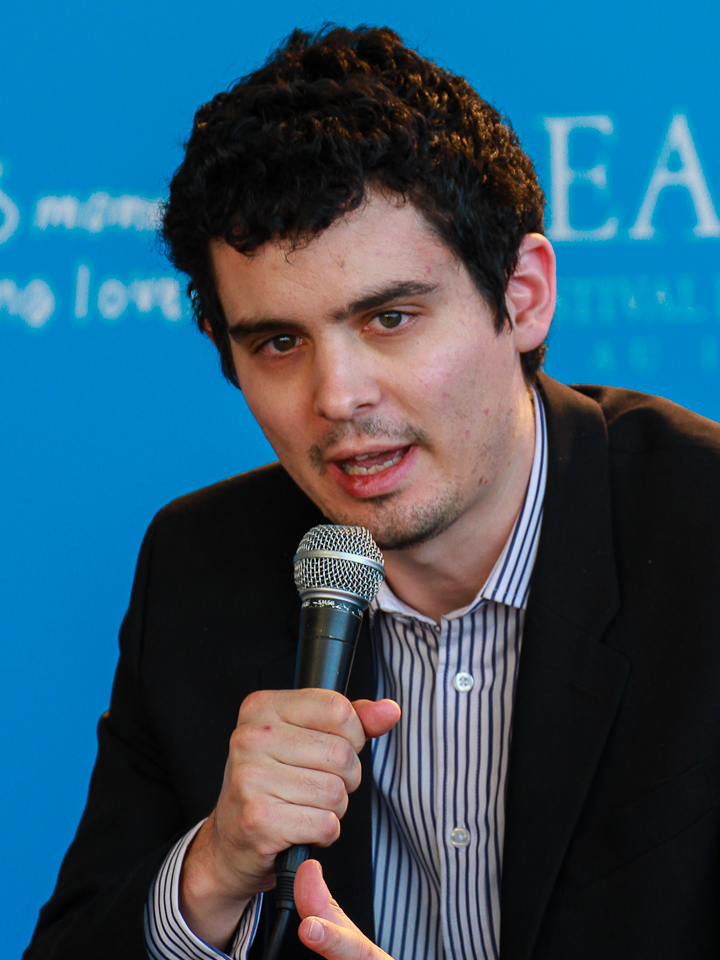
Damien Chazelle, président du jury de la 80e Mostra de Venise.

- Damien Chazelle, président du jury : réalisateur, scénariste et producteur  États-Unis  France
- Saleh Bakri : acteur  Palestine
- Jane Campion : réalisatrice, scénariste et productrice  Nouvelle-Zélande
- Mia Hansen-Løve : réalisatrice et scénariste  France
- Gabriele Mainetti : réalisateur et scénariste  Italie
- Martin McDonagh : réalisateur, scénariste et producteur  Royaume-Uni
- Santiago Mitre : réalisateur, scénariste et producteur  Argentine
- Laura Poitras : réalisatrice et productrice  États-Unis
- Shu Qi : actrice  Taïwan

### Orizzonti
- Jonas Carpignano, président du jury : scénariste et réalisateur  Italie
- Kaouther Ben Hania : réalisatrice et scénariste  Tunisie
- Kahlil Joseph : réalisateur et scénariste  États-Unis
- Jean-Paul Salomé : réalisateur et scénariste  France
- Tricia Tuttle : directrice du Festival de Londres  Royaume-Uni

### Luigi De Laurentiis
- Alice Diop, présidente du jury : réalisatrice  France
- Faouzi Bensaïdi : réalisateur  Maroc
- Laura Citarella : réalisatrice et scénariste  Argentine
- Andrea De Sica : réalisateur et scénariste  Italie
- Chloe Domont : réalisatrice et scénariste  États-Unis

## Sélections
La sélection officielle est annoncée durant une conférence de presse par Alberto Barbera et Roberto Cicutto (directeur de la Biennale) le 25 juillet 2023.

### In concorso
Films présentés en compétition : 
| Titre                              | Réalisation                            | Pays        | Distribution |
| ---------------------------------- | -------------------------------------- | ----------- | --- |
| Adagio                             | Stefano Sollima                        | Italie      | Pierfrancesco Favino, Toni Servillo, Valerio Mastandrea, Adriano Giannini                                           |
| La Bête                            | Bertrand Bonello                       | France      | Léa Seydoux, George MacKay, Philippe Katerine, Guslagie Malanda                                                     |
| Comandante (Film d'ouverture)      | Edoardo De Angelis                     | Italie      | Pierfrancesco Favino, Johannes Wirix (nl), Johan Heldenbergh, Silvia D'Amico, Luca Chikovani                        |
| Le Comte (El Conde)                | Pablo Larraín                          | Chili       | Jaime Vadell, Gloria Münchmeyer, Alfredo Castro, Paula Luchsinger                                                   |
| DogMan                             | Luc Besson                             | France      | Caleb Landry Jones, Marisa Berenson, Christopher Denham, Clemens Schick, Michael Garza, Jojo T. Gibbs, James Payton |
| Enea                               | Pietro Castellitto                     | Italie      | Benedetta Porcaroli, Pietro Castellitto                                                                             |
| Le mal n'existe pas 悪は存在しない | Ryūsuke Hamaguchi                      | Japon       | Hitoshi Omika, Ryo Nishikawa, Ryuji Kosaka, Ayaka Shibutani                                                         |
| Ferrari                            | Michael Mann                           | États-Unis  | Adam Driver, Penélope Cruz, Shailene Woodley, Patrick Dempsey, Jack O'Connell, Gabriel Leone, Sarah Gadon           |
| Finalmente l'alba                  | Saverio Costanzo                       | Italie      | Lily James, Willem Dafoe, Rebecca Antonacci, Joe Keery, Alba Rohrwacher, Anna Manuelli, Alexia Murray               |
| Green Border                       | Agnieszka Holland                      | Pologne     | Behi Djanati Atai, Agata Kulesza, Maja Ostaszewska, Tomasz Wlosok                                                   |
| Holly                              | Fien Troch                             | Belgique    | Greet Verstraete, Cathalina Geeraerts, Felix Heremans                                                               |
| Hors-saison                        | Stéphane Brizé                         | France      | Guillaume Canet, Alba Rohrwacher, Sharif Andoura, Emmy Boissard Paumelle                                            |
| The Killer                         | David Fincher                          | États-Unis  | Michael Fassbender, Tilda Swinton, Charles Parnell, Sophie Charlotte, Arliss Howard                                 |
| Lubo                               | Giorgio Diritti                        | Italie      | Franz Rogowski, Werner Biermeier, Noémi Besedes, Philippe Graber, Christoph Gaugler                                 |
| Maestro                            | Bradley Cooper                         | États-Unis  | Bradley Cooper, Carey Mulligan, Sarah Silverman, Jeremy Strong, Matt Bomer, Maya Hawke                              |
| Memory                             | Michel Franco                          | Mexique     | Jessica Chastain, Peter Sarsgaard, Merritt Wever, Josh Charles, Elsie Fisher, Jessica Harper                        |
| Moi, capitaine (Io capitano)       | Matteo Garrone                         | Italie      | Seydou Barr, Moustapha Fall, Bamar Kane                                                                             |
| Origin                             | Ava DuVernay                           | États-Unis  | Aunjanue Ellis, Jon Bernthal, Vera Farmiga, Niecy Nash, Audra McDonald, Nick Offerman, Connie Nielsen               |
| Pauvres Créatures (Poor Things)    | Yórgos Lánthimos                       | Royaume-Uni | Emma Stone, Mark Ruffalo, Willem Dafoe, Ramy Youssef, Jerrod Carmichael, Margaret Qualley, Christopher Abbott       |
| Priscilla                          | Sofia Coppola                          | États-Unis  | Cailee Spaeny, Jacob Elordi, Dagmara Dominczyk                                                                      |
| Bastarden                          | Nikolaj Arcel                          | Danemark    | Mads Mikkelsen, Gustav Lindh, Amanda Collin, Kristine Kujath Thorp, Magnus Krepper                                  |
| Universal Theory                   | Timm Kröger                            | Allemagne   | Jan Bülow, Olivia Ross, Hanns Zischler, Gottfried Breitfuss                                                         |
| Kobieta z...                       | Małgorzata Szumowska et Michał Englert | Pologne     | Joanna Kulig, Małgorzata Hajewska, Jacek Braciak                                                                    |

### Fuori concorso
Films présentés hors compétition.

#### Films de fiction
| Titre                                                               | Réalisation         | Pays                  |
| ------------------------------------------------------------------- | ------------------- | --------------------- |
| Coup de chance                                                      | Woody Allen         | États-Unis            |
| La Merveilleuse Histoire de Henry Sugar                             | Wes Anderson        | États-Unis            |
| The Penitent                                                        | Luca Barbareschi    | Italie                |
| Le Cercle des neiges (La sociedad de la nieve) (film de clôture)    | Juan Antonio Bayona | Uruguay Espagne Chili |
| L'ordine del tempo                                                  | Liliana Cavani      | Italie                |
| Vivants                                                             | Alix Delaporte      | France Belgique       |
| Daaaaaalí !                                                         | Quentin Dupieux     | France                |
| L'Affaire de la mutinerie du Caine (The Caine Mutiny Court-Martial) | William Friedkin    | États-Unis            |
| Making of                                                           | Cédric Kahn         | France                |
| Aggro Dr1ft                                                         | Harmony Korine      | États-Unis            |
| Hitman                                                              | Richard Linklater   | États-Unis            |
| The Palace                                                          | Roman Polanski      | France Pologne        |
| Snow Leopard                                                        | Pema Tseden         | Chine                 |

#### Films documentaires
| Titre                          | Réalisation                              | Pays              |
| ------------------------------ | ---------------------------------------- | ----------------- |
| Amor                           | Virginia Eleuteri Serpieri               | Italie Lituanie   |
| Frente a Guernica              | Yervant Gianikian et Angela Ricci Lucchi | Italie            |
| Hollywoodgate                  | Ibrahim Nash'at                          | Allemagne         |
| Ryuichi Sakamoto / Opus        | Neo Sora                                 | Japon             |
| Enzo Jannacci vengo anch'io    | Giorgio Verdelli                         | Italie            |
| Menus-Plaisirs - Les Troisgros | Frederick Wiseman                        | France États-Unis |

### Orizzonti
| Titre                                                 | Réalisation                     | Pays                                                 |
| ----------------------------------------------------- | ------------------------------- | ---------------------------------------------------- |
| A Cielo Abierto                                       | Mariana Arriaga                 | Mexique Espagne                                      |
| El Paraíso                                            | Enrico Maria Artale             | Italie                                               |
| Par-delà les montagnes (Oura el jbel)                 | Mohamed Ben Attia               | Tunisie Belgique France Italie Arabie saoudite Qatar |
| The Red Suitcase                                      | Fidel Devkota                   | Népal Sri Lanka                                      |
| Paradise is Burning (Paradiset brinner)               | Mika Gustafson                  | Suède Italie Danemark Finlande                       |
| The Featherweight                                     | Robert Kolodny                  | États-Unis                                           |
| Invelle                                               | Simone Massi                    | Italie Suisse                                        |
| Hesitation Wound (Tereddüt çizgisi)                   | Selman Nacar                    | Turquie Espagne Roumanie France                      |
| Tatami                                                | Guy Nattiv et Zar Amir Ebrahimi | Géorgie États-Unis                                   |
| Sem Coração                                           | Nara Normande et Tião           | Brésil France Italie                                 |
| Una sterminata domenica                               | Alain Parroni                   | Italie Allemagne Irlande                             |
| Un jeune chaman                                       | Lkhagvadulam Purev-Ochir        | France Mongolie Portugal Pays-Bas Allemagne Qatar    |
| L'Affaire Abel Trem (Magyarázat mindenre)             | Gábor Reisz                     | Hongrie Slovaquie                                    |
| Gasoline Rainbow                                      | Bill Ross et Turner Ross        | États-Unis                                           |
| En attendant la nuit                                  | Céline Rouzet                   | France Belgique                                      |
| Housekeeping for Beginners (Domakinstvo za Pocetnici) | Goran Stolevski                 | Macédoine Pologne Croatie Serbie Kosovo              |
| Hokage (ほかげ)                                       | Shin'ya Tsukamoto               | Japon                                                |
| Yurt                                                  | Nehir Tuna                      | Turquie Allemagne France                             |

#### Orizzonti Extra
Films classés hors-compétition.
| Titre              | Réalisation        | Pays                          |
| ------------------ | ------------------ | ----------------------------- |
| Notre monde        | Luàna Bajrami      | Kosovo France                 |
| Day of the Fight   | Jack Huston        | États-Unis                    |
| Felicità           | Micaela Ramazzotti | Italie                        |
| L'Homme d'argile   | Anaïs Tellenne     | France                        |
| Saints and Sinners | Robert Lorenz      | Irlande                       |
| Nazavždy-Nazavždy  | Anna Burjačkova    | Ukraine Pays-Bas              |
| Pet Shop Days      | Olmo Schnabel      | États-Unis Italie Royaume-Uni |
| El rapto           | Daniela Goggi      | Argentine États-Unis          |
| Stolen             | Karan Tejpal       | Inde                          |

### Venezia Classici
| Titre                                               | Réalisation          | Pays             |
| --------------------------------------------------- | -------------------- | ---------------- |
| Slike iz života udarnika (sr)                       | Bahrudin Čengić (bs) | Yougoslavie      |
| Le Dernier Monde cannibale (Ultimo mondo cannibale) | Ruggero Deodato      | Italie           |
| Mam'zelle vedette (Rebecca of Sunnybrook Farm)      | Allan Dwan           | États-Unis       |
| Coup de cœur (One from the Heart)                   | Francis Ford Coppola | États-Unis       |
| L'Exorciste                                         | William Friedkin     | États-Unis       |
| Pour l'exemple (King & Country)                     | Joseph Losey         | États-Unis       |
| Les Moissons du ciel (Days of Heaven)               | Terrence Malick      | États-Unis       |
| Harmonica (Saz Dahani)                              | Amir Naderi          | Iran             |
| Il était un père (父ありき, Chichi ariki)           | Yasujirō Ozu         | Japon            |
| Les Chevaux de feu (Тени забытых предков)           | Sergueï Paradjanov   | Union soviétique |
| Carmin profond (Profundo carmesí)                   | Arturo Ripstein      | Mexique          |
| The Working Girls                                   | Stephanie Rothman    | États-Unis       |
| La Chasse (La caza)                                 | Carlos Saura         | Espagne          |
| La Marchande d'amour (La provinciale)               | Mario Soldati        | Italie           |
| Déménagement (お引越し, Ohikkoshi)                  | Shinji Sōmai         | Japon            |
| Andreï Roublev (Андрей Рублёв)                      | Andreï Tarkovski     | Union soviétique |
| Les Créatures                                       | Agnès Varda          | France           |
| Bellissima                                          | Luchino Visconti     | Italie           |
| Bugis Street (妖街皇后, Yāo jiē huánghòu)           | Yonfan               | Hong Kong        |

## Palmarès

### Compétition officielle
- Lion d'or : Pauvres Créatures (Poor Things) de Yórgos Lánthimos
- Lion d'argent - Grand Prix du Jury : Aku wa sonzai shinai (悪は存在しない?) de Ryūsuke Hamaguchi
- Lion d'argent du meilleur réalisateur : Matteo Garrone pour Moi, capitaine (Io capitano)
- Prix du meilleur scénario : Guillermo Calderón et Pablo Larraín pour El Conde
- Coupe Volpi de la meilleure interprétation féminine : Cailee Spaeny pour son rôle dans Priscilla
- Coupe Volpi de la meilleure interprétation masculine : Peter Sarsgaard pour son rôle dans Memory
- Prix spécial du jury : Zielona granica de Agnieszka Holland
- Prix Marcello Mastroianni du meilleur espoir : Seydou Sarr pour son rôle dans Moi, capitaine (Io capitano)

### Orizzonti
- Prix du meilleur film : Explanation for Everything (Magyarázat mindenre) de Gábor Reisz
- Prix de la meilleure réalisation : Mika Gustafson pour Paradise Is Burning (Paradiset brinner)
- Prix spécial du jury : Una sterminata domenica de Alain Parroni
- Prix de la meilleure actrice : Margarita Rosa De Francisco pour son rôle dans El Paraíso
- Prix du meilleur acteur : Tergel Bold-Erdene pour son rôle dans City of Wind
- Prix du meilleur scénario : El Paraíso de Enrico Maria Artale
- Prix du meilleur court-métrage :  A Short Trip de Erenik Beqiri

### Luigi De Laurentiis
- Prix du meilleur premier film : Love Is a Gun de Lee Hong-chi

### Prix spéciaux
- Lion d'or pour l'ensemble de la carrière : Liliana Cavani et Tony Leung Chiu-wai
- Prix Glory to the Filmmaker : Wes Anderson